# Kowalów (województwo dolnośląskie)
Kowalów (do 1945 r. niem. Hermsdorf) – wieś w Polsce położona w województwie dolnośląskim, w powiecie strzelińskim, w gminie Wiązów.

## Podział administracyjny
W latach 1945–1954 siedziba gminy Kowalów. W latach 1975–1998 miejscowość administracyjnie należała do województwa wrocławskiego.

## Zabytki
Do wojewódzkiego rejestru zabytków wpisany jest:
- kościół filialny pw. św. Urszuli, z pierwszej połowy XIV w., rozbudowany przed 1600 r. Wystrój wnętrza barokowy, zachowane gotyckie sakramentarium, wspornik w prezbiterium, okno we wschodniej fasadzie. W progu kruchty nagrobek templariusza[5].

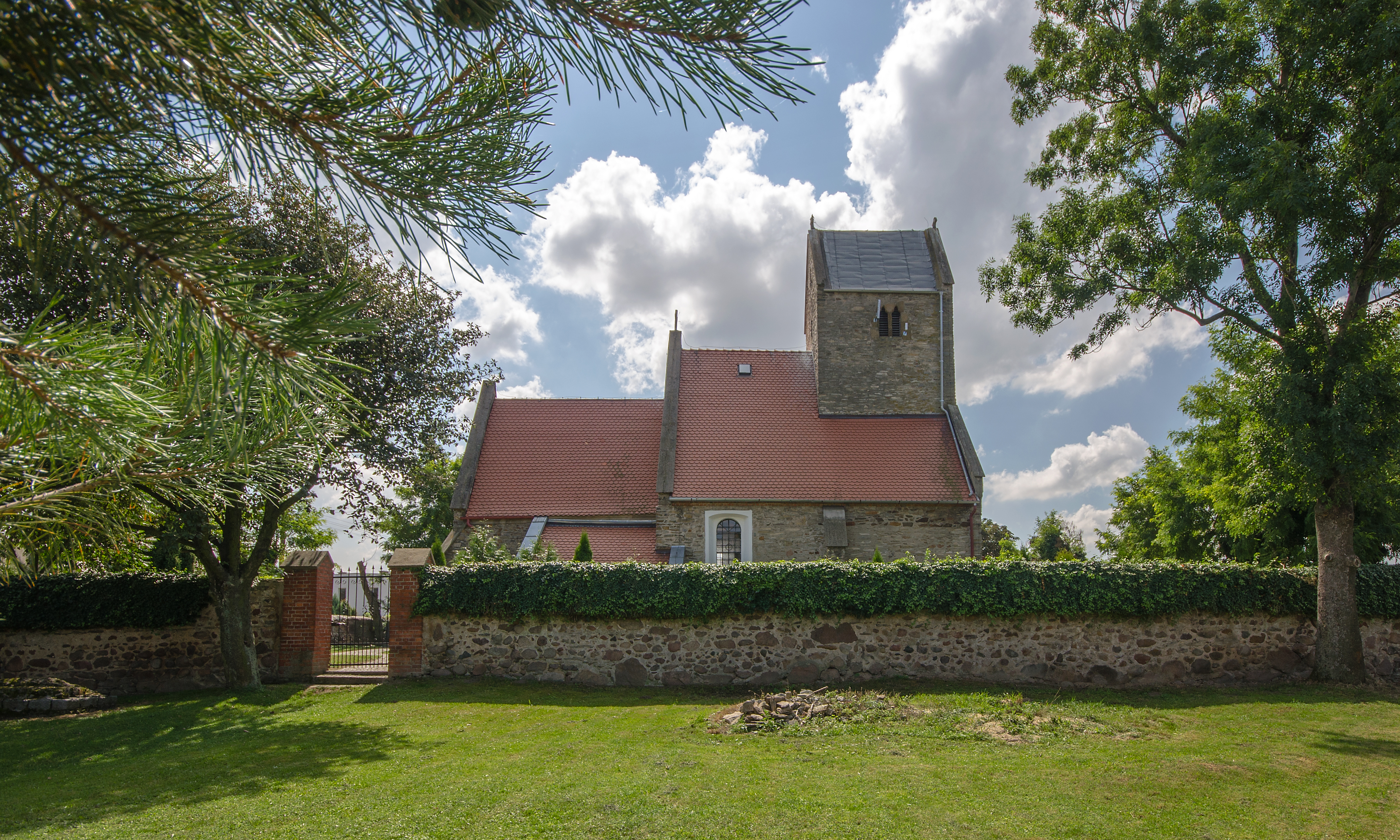
Kościół św. Urszuli
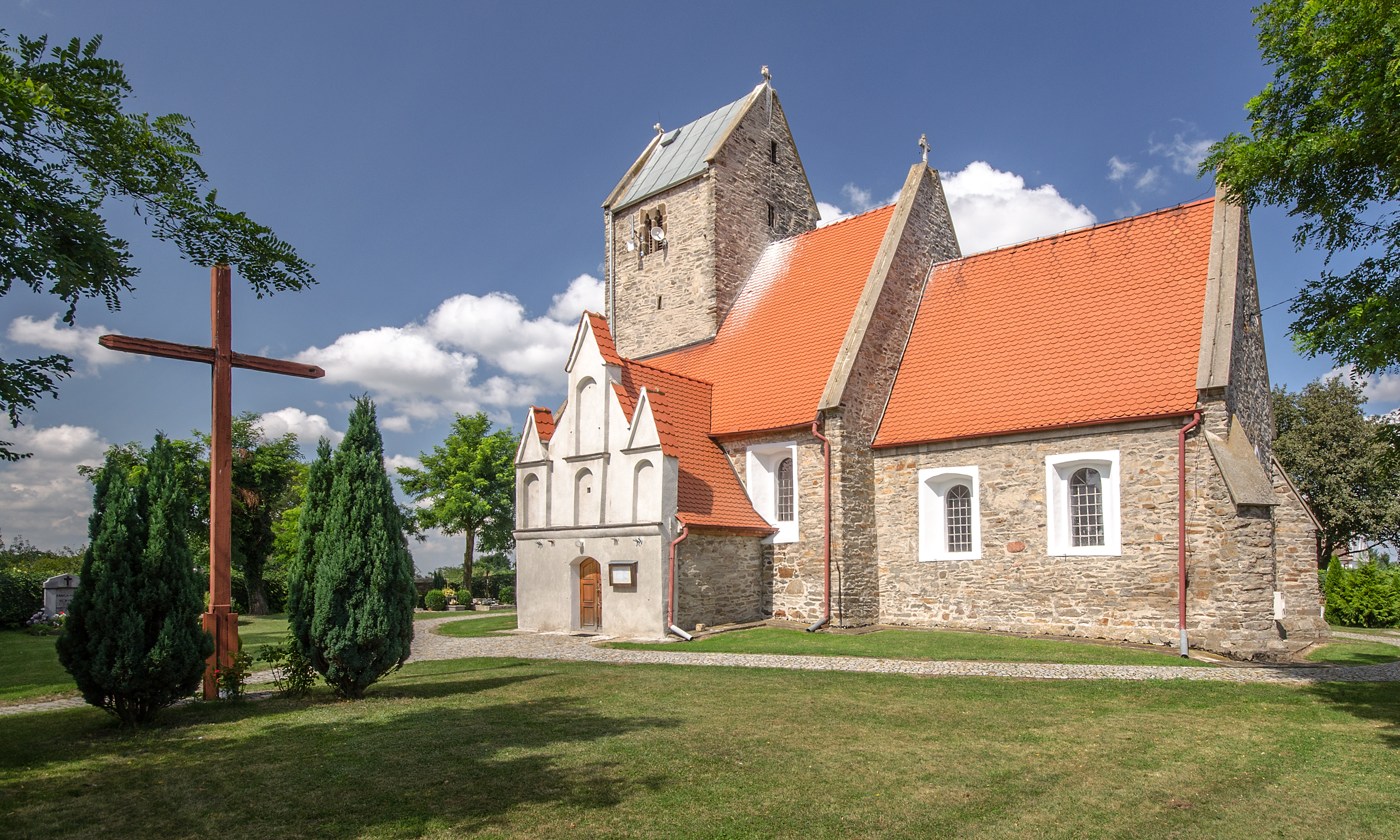
Kościół św. Urszuli
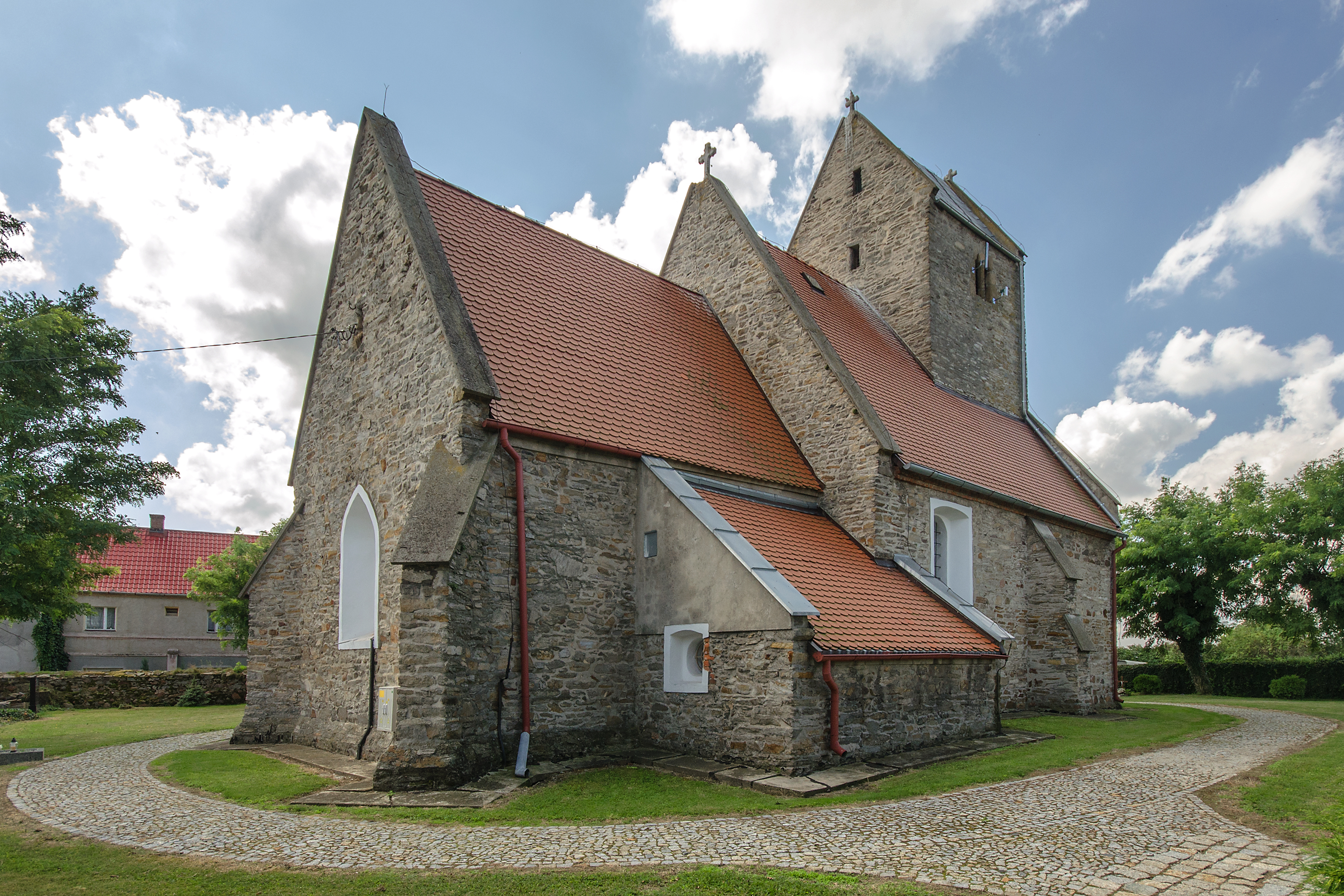
Kościół św. Urszuli
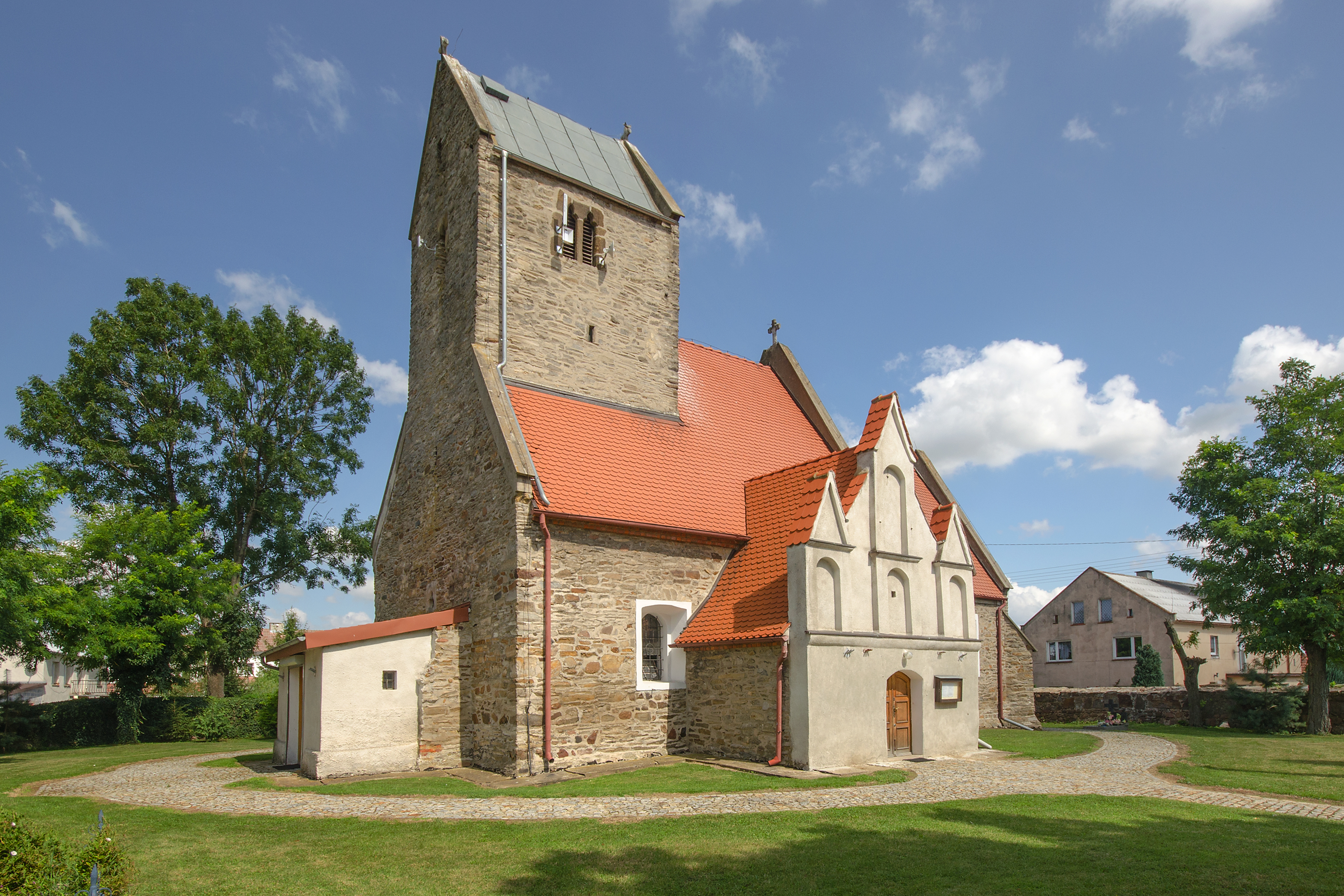
Kościół św. Urszuli

Ponadto prawdopodobnie to z tego właśnie kościoła pochodzi słynna "Madonna na Lwach", błędnie określana w części publikacji naukowych jako "ze Skarbimierza", eksponowana aktualnie w Muzeum Narodowym we Wrocławiu.